# Buniara
Buniara is een bestuurslaag in het regentschap Subang van de provincie West-Java, Indonesië. Buniara telt 5379 inwoners (volkstelling 2010).